# Carlo Maietto
Carlo Maietto (Viterbo, 2 dicembre 1937) è un produttore cinematografico italiano.

## Biografia
Esordisce nel mondo dello spettacolo nel 1962 come attore di fotoromanzi e spot pubblicitari (Caffè Bourbon con Milva, Manzotin e altri). Sentimentalmente e professionalmente legato all'editrice Adelina Tattilo per vari anni, si sposa in seguito con l'attrice svedese Janet Agren.
Tra i film più significativi che ha prodotto: Le salamandre, Le altre (1969), Ingrid sulla strada, Tecnica di un amore (1973), 5 donne per l'assassino (1974), Storie di vita e malavita (1975), San Babila ore 20: un delitto inutile (1976), Stato interessante (1977).
Il 24 ottobre 2011, presso la Camera dei deputati, sede di Palazzo San Macuto, è stato conferito a Carlo Maietto e Carlo Lizzani il "Premio legalità" per i film Storie di vita e malavita e San Babila ore 20: un delitto inutile. Il riconoscimento è stato conferito dalla Fondazione Italiana per la Legalità e lo Sviluppo "Generale dei Carabinieri Ignazio Milillo" per il particolare impegno profuso con le due opere cinematografiche contro la criminalità politica e contro il racket della prostituzione minorile.
Nel 2015 realizza "Famme cantà" di Antonio Razzi, firmato da Paola Palma e Massimo Luca, brano che segna l'inizio della carriera del Senatore nel mondo dello spettacolo.

## Filmografia
- Le salamandre, regia di Alberto Cavallone (1969)
- Le altre, regia di Alex Fallay (1969)
- Ingrid sulla strada, regia di Brunello Rondi (1973)
- Tecnica di un amore, regia di Brunello Rondi (1973)
- Il brigadiere Pasquale Zagaria ama la mamma e la polizia, regia di Mario Forges Davanzati (1973)
- Prigione di donne, regia di Brunello Rondi (1974)
- 5 donne per l'assassino, regia di Stelvio Massi (1974)
- Storie di vita e malavita, regia di Carlo Lizzani (1975)
- Il tempo degli assassini, regia di Marcello Andrei (1975)
- Scandalo in famiglia, regia di Marcello Andrei (1976)
- San Babila ore 20: un delitto inutile, regia di Carlo Lizzani (1976)
- Per amore, regia di Mino Giarda (1976)
- Stato interessante, regia di Sergio Nasca (1977)
- Papaya dei Caraibi, regia di Joe D'Amato (1979)
- La guerra del ferro - Ironmaster, regia di Umberto Lenzi (1983)